# Aprostocetus purpureus
Aprostocetus purpureus är en stekelart som först beskrevs av CPeter Cameron 1913.
Aprostocetus purpureus ingår i släktet Aprostocetus och familjen finglanssteklar. Inga underarter finns listade i Catalogue of Life.